# Steffen Freund
Steffen Freund (Brandeburgo sull'Havel, 19 gennaio 1970) è un ex calciatore tedesco, di ruolo centrocampista.

## Carriera

### Club
Cominciò la carriera nel 1989 nello Stahl Brandeburgo dopo aver fatto la trafila delle giovanili della medesima squadra. Nel 1991 venne acquistato dallo Schalke 04 dove confermò di essere un importante centrocampista. La dirigenza però, spinta dai problemi finanziari della società, lo cedette al Borussia Dortmund, dove rimase fino al 1999. Con i gialloneri vinse due Bundesliga (1994-1995, 1995-1996), una Champions League nel 1997 e una Coppa Intercontinentale sempre nel 1997. Giocò successivamente per il Tottenham dal 1999 al 2003, per il Kaiserslautern dal 2003 al 2004 e terminò la carriera nel 2004 al Leicester City.

### Nazionale
Con la Germania collezionò 21 presenze tra il 1995 e il 1998 e partecipò con la spedizione tedesca al vittorioso campionato d'Europa 1996 e al campionato del mondo 1998, in cui la Germania venne sconfitta dalla Croazia.

### Allenatore
Inizia come vice di Frank Engel alla Nazionale di calcio della Germania Under-20, dal 1º luglio 2007 al 31 dicembre 2007. Il 1º gennaio 2008 raggiunge Berti Vogts che è alla guida della Nigeria, e affianca Thomas Hässler nel ruolo di vice. Il 20 febbraio 2008 i tre tedeschi lasciano la nazionale. Il 21 febbraio 2008 ritorna come vice di Frank Engel che è sempre alla guida della nazionale di calcio della Germania Under-20. Rimane anche con Horst Hrubesch alla guida, lascia il ruolo di vice il 17 luglio 2009 per guidare la Nazionale di calcio della Germania Under 16. Rimane alla guida fino al 30 giugno 2010.
Il 1º luglio 2010 accetta di diventare il ct della Nazionale di calcio della Germania Under-17. Fino al 30 giugno 2011. Dal 1º luglio 2011 al 30 giugno 2012 ritorna come ct della nazionale di calcio della Germania Under-16. Il 1º luglio 2012 diventa di nuovo il ct della nazionale di calcio della Germania Under-17, il 10 luglio dà le dimissioni per diventare il giorno successivo vice allenatore di André Villas-Boas al Tottenham.

## Statistiche

### Cronologia presenze e reti in nazionale
| Cronologia completa delle presenze e delle reti in nazionale ― Germania | Cronologia completa delle presenze e delle reti in nazionale ― Germania | Cronologia completa delle presenze e delle reti in nazionale ― Germania | Cronologia completa delle presenze e delle reti in nazionale ― Germania | Cronologia completa delle presenze e delle reti in nazionale ― Germania | Cronologia completa delle presenze e delle reti in nazionale ― Germania | Cronologia completa delle presenze e delle reti in nazionale ― Germania | Cronologia completa delle presenze e delle reti in nazionale ― Germania |
| Data                                                                    | Città                                                                   | In casa                                                                 | Risultato                                                               | Ospiti                                                                  | Competizione                                                            | Reti                                                                    | Note                                                                    |
| ----------------------------------------------------------------------- | ----------------------------------------------------------------------- | ----------------------------------------------------------------------- | ----------------------------------------------------------------------- | ----------------------------------------------------------------------- | ----------------------------------------------------------------------- | ----------------------------------------------------------------------- | ----------------------------------------------------------------------- |
| 22-2-1995                                                               | Jerez de la Frontera                                                    | Spagna                                                                  | 0 – 0                                                                   | Germania                                                                | Amichevole                                                              | -                                                                       | Ammonizione                                                             |
| 29-3-1995                                                               | Tbilisi                                                                 | Georgia                                                                 | 0 – 2                                                                   | Germania                                                                | Qual. Euro 1996                                                         | -                                                                       | 46’ 65’                                                                 |
| 26-4-1995                                                               | Düsseldorf                                                              | Germania                                                                | 1 – 1                                                                   | Galles                                                                  | Qual. Euro 1996                                                         | -                                                                       |                                                                         |
| 21-6-1995                                                               | Zurigo                                                                  | Germania                                                                | 2 – 0                                                                   | Italia                                                                  | Centenario Fed. Svizzera                                                | -                                                                       |                                                                         |
| 23-6-1995                                                               | Berna                                                                   | Svizzera                                                                | 1 – 2                                                                   | Germania                                                                | Centenario Fed. Svizzera                                                | -                                                                       |                                                                         |
| 23-8-1995                                                               | Bruxelles                                                               | Belgio                                                                  | 1 – 2                                                                   | Germania                                                                | Centenario Fed. Belgio                                                  | -                                                                       |                                                                         |
| 6-9-1995                                                                | Norimberga                                                              | Germania                                                                | 4 – 1                                                                   | Georgia                                                                 | Qual. Euro 1996                                                         | -                                                                       |                                                                         |
| 8-10-1995                                                               | Leverkusen                                                              | Germania                                                                | 6 – 1                                                                   | Moldavia                                                                | Qual. Euro 1996                                                         | -                                                                       |                                                                         |
| 11-10-1995                                                              | Cardiff                                                                 | Galles                                                                  | 1 – 2                                                                   | Germania                                                                | Qual. Euro 1996                                                         | -                                                                       |                                                                         |
| 15-11-1995                                                              | Berlino                                                                 | Germania                                                                | 3 – 1                                                                   | Bulgaria                                                                | Qual. Euro 1996                                                         | -                                                                       | 67’                                                                     |
| 21-2-1996                                                               | Porto                                                                   | Portogallo                                                              | 1 – 2                                                                   | Germania                                                                | Amichevole                                                              | -                                                                       |                                                                         |
| 27-3-1996                                                               | Monaco di Baviera                                                       | Germania                                                                | 2 – 0                                                                   | Danimarca                                                               | Amichevole                                                              | -                                                                       | 85’                                                                     |
| 24-4-1996                                                               | Rotterdam                                                               | Paesi Bassi                                                             | 0 – 1                                                                   | Germania                                                                | Amichevole                                                              | -                                                                       |                                                                         |
| 1-6-1996                                                                | Stoccarda                                                               | Germania                                                                | 0 – 1                                                                   | Francia                                                                 | Amichevole                                                              | -                                                                       | 46’                                                                     |
| 4-6-1996                                                                | Mannheim                                                                | Germania                                                                | 9 – 1                                                                   | Liechtenstein                                                           | Amichevole                                                              | -                                                                       | 76’                                                                     |
| 16-6-1996                                                               | Manchester                                                              | Germania                                                                | 3 – 0                                                                   | Russia                                                                  | Euro 1996 - 1º turno                                                    | -                                                                       | 67’                                                                     |
| 19-6-1996                                                               | Manchester                                                              | Italia                                                                  | 0 – 0                                                                   | Germania                                                                | Euro 1996 - 1º turno                                                    | -                                                                       |                                                                         |
| 23-6-1996                                                               | Manchester                                                              | Germania                                                                | 2 – 1                                                                   | Croazia                                                                 | Euro 1996 - Quarti di finale                                            | -                                                                       | 40’                                                                     |
| 26-6-1996                                                               | Londra                                                                  | Inghilterra                                                             | 1 – 1 dts (5 – 6 dtr)                                                   | Germania                                                                | Euro 1996 - Semifinale                                                  | -                                                                       | 119’                                                                    |
| 22-4-1998                                                               | Colonia                                                                 | Germania                                                                | 1 – 0                                                                   | Nigeria                                                                 | Amichevole                                                              | -                                                                       | 80’                                                                     |
| 27-5-1998                                                               | Helsinki                                                                | Finlandia                                                               | 0 – 0                                                                   | Germania                                                                | Amichevole                                                              | -                                                                       |                                                                         |
| Totale                                                                  |                                                                         | Presenze                                                                | 21                                                                      |                                                                         | Reti                                                                    | 0                                                                       |                                                                         |

## Palmarès

### Club

#### Competizioni nazionali
- Campionato tedesco: 2

Borussia Dortmund: 1994-1995, 1995-1996
- Supercoppa di Germania: 2

Borussia Dortmund: 1995, 1996
- Coppa di Lega inglese: 1

Tottenham: 1998-1999

#### Competizioni internazionali
- UEFA Champions League: 1

Borussia Dortmund: 1996-1997
- Coppa Intercontinentale: 1

Borussia Dortmund: 1997

### Nazionale
- Campionato d'Europa: 1

Inghilterra 1996